# Chlorogomphidae
Famille
Les Chlorogomphidae (ou Chlorogomphidés) sont une famille de libellules du sous-ordre des Anisoptères. Cette famille comprend 52 espèces réparties en trois genre.

## Liste des genres
Selon BioLib (11 avril 2020) :
- Chlorogomphus Selys, 1854
- Chloropetalia Carle, 1995
- Watanabeopetalia Karube, 2002